# Sinfonía n.º 23 (Mozart)

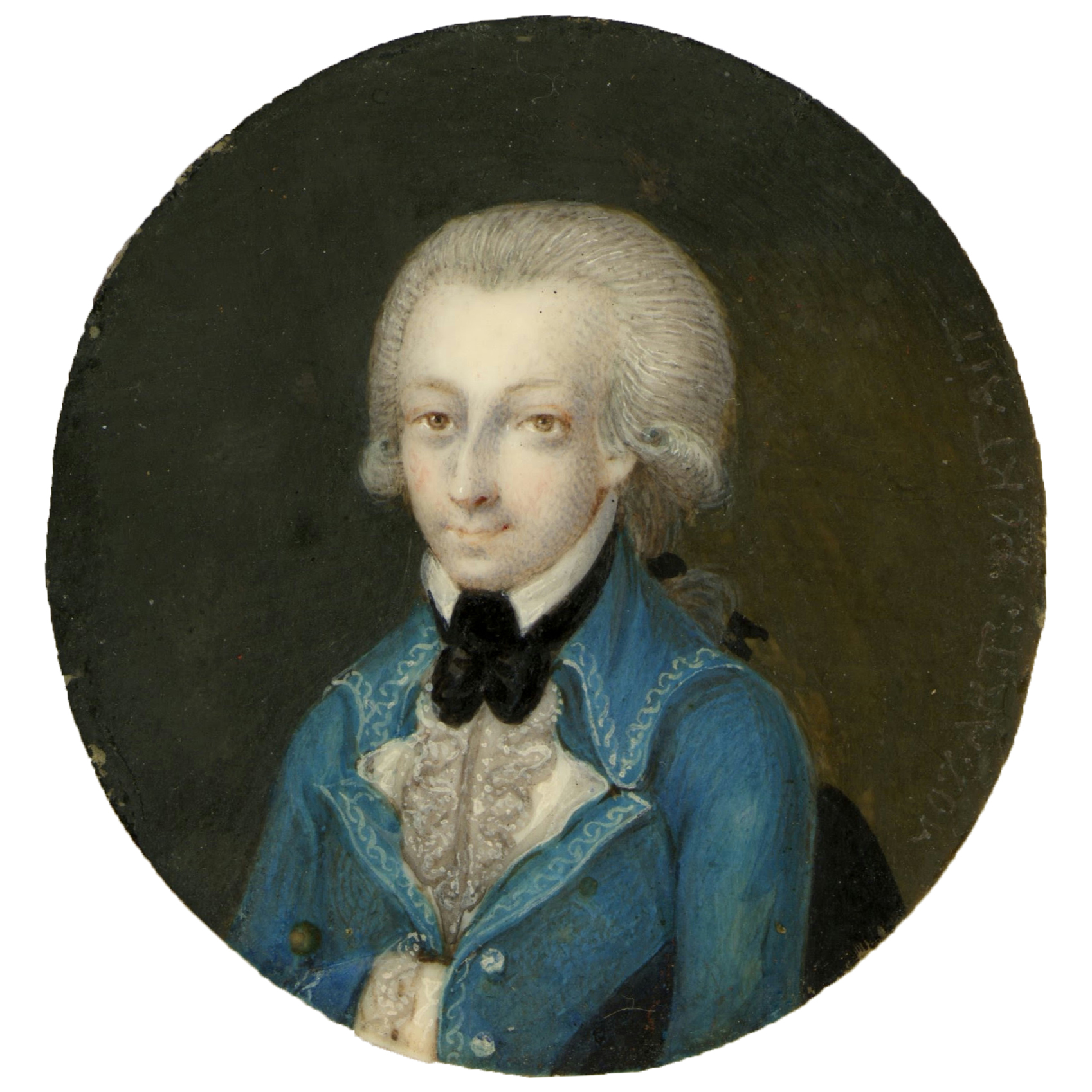
Mozart en 1773.

La Sinfonía n.º 23 en re mayor, K. 181/162b fue compuesta por Wolfgang Amadeus Mozart y fechada el 19 de mayo de 1773, cuando el compositor tenía diecisiete años.

## Historia

### Contexto

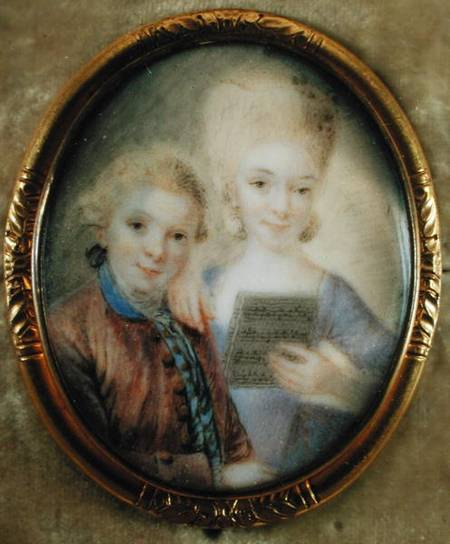
Wolfgang y Nannerl hacia 1763.

La carrera de Mozart como sinfonista había empezado en Londres durante el gran viaje de la familia Mozart por Europa entre junio de 1763 y noviembre de 1766. El padre Leopold Mozart planeó la gira para exhibir a sus prodigiosos hijos, Wolfgang y Nannerl en las principales cortes europeas. En ese tiempo Wolfgang compuso sus primeras obras del género, que tenían una deuda sustancial con las sinfonías de estilo galante italianizante en tres movimientos de Carl Friedrich Abel y Johann Christian Bach; también escuchó las sinfonías de compositores relevantes como Thomas Arne, William Boyce y Giuseppe Sammartini. Posteriormente Leopold y sus hijos pasaron en Viena varios meses de 1768 durante los cuales el joven maestro hizo un esfuerzo consciente por adaptar su estilo sinfónico a los gustos del público vienés, adoptando entre otras cosas la estructura en cuatro movimientos. Una afortunada consecuencia de los largos viajes del compositor en ciernes fue el contacto que le proporcionaron con una generosa muestra representativa de las tradiciones musicales europeas: alemana, británica, francesa e italiana.
El joven compositor y su padre realizaron tres viajes a Italia entre diciembre de 1769 y en mayo de 1773. En este periodo alternó sus visitas con estancias en Salzburgo durante las cuales creó la ópera Mitrídates, rey de Ponto, así como varias sinfonías con apreciable influencia del gusto italiano por la ópera bufa. En 1772 y 1773 el maestro austríaco vivió una etapa de entusiasmo por la escritura sinfónica, produciendo cada año siete nuevas sinfonías (n.º 15 - n.º 27). Después redujo su actividad en este campo y en los dos años siguientes sólo aparecieron tres nuevas piezas del género (n.º 28, 29 y 30).

### Composición
La composición de esta obra se completó el 19 de mayo de 1773 en Salzburgo. Esta es una de las numerosas sinfonías creadas durante el periodo en el que Mozart permaneció en Salzburgo, poco después de sus viajes por Italia. Con frecuencia recibe el nombre de "Obertura", a pesar de que la partitura autógrafa presenta  el título "Sinfonía".

### Estreno y publicación
No se sabe con certeza la fecha y el lugar en que tuvo lugar el estreno de la sinfonía.
La primera edición fue llevada a cabo en 1848 por la editorial Cranz en Hamburgo. La partitura completa fue editada en 1880 por Breitkopf & Härtel en Leipzig, que la publicó bajo la denominación Wolfgang Amadeus Mozarts Werke, Serie VIII, No. 23.

## Instrumentación
La partitura está escrita para una orquesta formada por:
- Viento madera: 2 oboes y [1 fagot].
- Viento metal: 2 trompas en re y 2 trompetas en re.
- Teclado: [clavecín].
- Cuerda: una sección de cuerdas con 2 violines (primero y segundo), 2 violas, violonchelo y contrabajo.

En las orquestas de aquella época era una práctica común emplear el fagot y el clavecín, si estaban presentes en la orquesta, para reforzar la línea del bajo o bien como continuo, incluso sin notación separada. Lo mismo se aplica a los timbales, que a menudo se utilizaban en paralelo con las trompetas (si estaban presentes en la orquesta).

## Estructura y análisis
La sinfonía consta de tres movimientos:
- I. Allegro spiritoso, en re mayor 4
4
- II. Andantino grazioso, en sol mayor 3
8
- III. Presto assai, en re mayor 2
4

La interpretación de esta obra dura aproximadamente entre 5 y 10 minutos. Esta sinfonía, al igual que la anterior y la siguiente, se estructura en tres movimientos. En realidad Mozart escribió la obra como un único movimiento ininterrumpido constituido por tres tempi distintos. Así pues, los tres movimientos se interpretan attacca a la manera de una obertura de ópera italiana.

### I.Allegro spiritoso
El primer movimiento, Allegro spirituoso, está escrito en la tonalidad de re mayor, en compás de 4/4 (181 compases) y sigue la forma sonata. La apertura, con sus fanfarrias, cambios de acordes y arpegios, se centra más en la orquestación que temas y modulaciones.

### II.Andantino grazioso
El segundo movimiento, Andantino grazioso, está en sol mayor y en compás de 3/8 (88 compases). El movimiento lento es un siciliano en ritmo ternario en el cual el oboe solista entona un dulce canto por encima del murmullo de las cuerdas.

### III.Presto assai
El tercer y último movimiento, Presto assai, retoma la tonalidad inicial y el compás es 2/4 (166 compases). El Finale responde a la forma rondó, siguiendo el esquema ABACADA y coda. El tema principal se alterna con episodios graciosos y fantasmagóricos que desembocan en una cadencia final convencional. La estructura es la siguiente:
- Tema principal o estribillo A (re mayor, compases 1-16): Se introduce el tema principal de contradanza que es casi demasiado rápido para ser bailado. Está en la tónica de la obra y posee un carácter de marcha debido a su ritmo con puntillo. El preludio y el postludio constan de ocho compases cada uno.
- El primer episodio B (la mayor, cc. 17-40): Cuenta con tres unidades formadas por ocho compases cada una. Las unidades exteriores, la primera y la última, se caracterizan por una frase con trino, mientras que la central contiene acordes al unísono en forte con ritmo de marcha con puntillo.
- Estribillo A (re mayor, cc. 41-56).
- El segundo episodio C (re menor, cc. 57-80): Se compone de nuevo de tres unidades de ocho compases. Las dos primeras se corresponden con el preludio y el postludio. Están escritas sólo para los violines y se caracterizan por un movimiento escalonado de corcheas y la frase de trino del primer episodio. La última unidad tiene una figura escalonada descendente en los oboes junto con la viola y una nota pedal en la trompa (los violines están en silencio). Puede dividirse de nuevo en dos subunidades de cuatro compases.
- Estribillo A (re mayor, cc. 81-96).
- El tercer episodio D (re mayor, cc. 97-120) es una variación del segundo episodio.
- Estribillo A (re mayor, cc. 121-136).
- Coda (re mayor, cc. 137-166): Se escucha de nuevo el tema principal, pero esta vez en piano. A partir del compás 152 hay más melodía triádica con carácter de marcha.